# Futbol'nyj Klub Karpaty 2013-2014

## Rosa
| N. |                     | Ruolo | Calciatore         |
| -- | ------------------- | ----- | ------------------ |
| 1  | Ucraina (bandiera)  | P     | Roman Pidkivka     |
| 2  | Ucraina (bandiera)  | D     | Andriy Savchenko   |
| 4  | Ucraina (bandiera)  | D     | Mykola Zhovtyuk    |
| 5  | Ucraina (bandiera)  | D     | Andrij Hitčenko    |
| 8  | Ucraina (bandiera)  | D     | Volodymyr Kostevyč |
| 9  | Ucraina (bandiera)  | C     | Valeriy Fedorchuk  |
| 10 | Ucraina (bandiera)  | A     | Oleksandr Hladkyj  |
| 11 | Croazia (bandiera)  | C     | Mladen Bartulović  |
| 17 | Ucraina (bandiera)  | C     | Vadym Straškevyč   |
| 19 | Ucraina (bandiera)  | C     | Jaroslav Martynjuk |
| 20 | Estonia (bandiera)  | A     | Sergei Zenjov      |
| 21 | Slovenia (bandiera) | D     | Gregor Balažic     |
| 22 | Ucraina (bandiera)  | C     | Dmytro L'opa       |
| 23 | Ucraina (bandiera)  | P     | Roman Mysak        |
| 24 | Ucraina (bandiera)  | D     | Pavlo Pashayev     |
| 25 | Ucraina (bandiera)  | C     | Andrij Tkačuk      |

| N. |                        | Ruolo | Calciatore             |
| -- | ---------------------- | ----- | ---------------------- |
| 27 | Ucraina (bandiera)     | C     | Oleh Holodjuk          |
| 29 | Ucraina (bandiera)     | P     | Oleksandr Il'juščenkov |
| 31 | Ucraina (bandiera)     | C     | Ihor Tyschenko         |
| 32 | Ucraina (bandiera)     | D     | Ihor Plastun           |
| 36 | Ucraina (bandiera)     | A     | Volodymyr Hudyma       |
| 39 | Ucraina (bandiera)     | A     | Denys Vasin            |
| 51 | Ucraina (bandiera)     | A     | Serhiy Zahidulin       |
| 62 | Ucraina (bandiera)     | D     | Taras Puchkovskyi      |
| 73 | Ucraina (bandiera)     | A     | Taras Zaviyskyi        |
| 77 | Ucraina (bandiera)     | A     | Yevhen Bokhashvili     |
| 88 | Georgia (bandiera)     | C     | Murtaz Daushvili       |
| 92 | Ucraina (bandiera)     | C     | Ambrosij Čačua         |
| 94 | Ucraina (bandiera)     | D     | Denys Miroshnichenko   |
|    | Bielorussia (bandiera) | A     | Leanid Kovel'          |
|    | Ucraina (bandiera)     | D     | Artur Novotrjasov      |
|    | Brasile (bandiera)     | A     | Marcelinho             |